# Kerstin Granlund
Kerstin Marianne Granlund Wedin, född Granlund den 17 juni 1951 i Främmestads församling i Essunga kommun, Västergötland, är en svensk revyartist. Hon är uppvuxen i Trollhättan och främst känd som medlem i Galenskaparna och After Shave.

## Biografi
Kerstin Granlund hade tänkt sig ett yrkesliv som psykolog innan Claes Eriksson övertalade henne att medverka i studentspexet Västgötaskoj 1972. År 1974 var hon med och bildade spexgruppen Utan lots. Sedan 1978 ingår hon i gruppen Galenskaparna och After Shave. Hon spelade revy med Hagge Geigert 1976 och 1983. Sommaren 1979 medverkade hon i Sten-Åke Cederhöks Veckans Revy på Liseberg.
Som ensam kvinna i Galenskaparna och After Shave har Granlund gestaltat en lång rad kvinnoroller, exempelvis bragdmamman i Stinsen brinner, strippan Agda i Skruven är lös, amerikanskan Bonnie Armstrong i Grisen i säcken, grevinnan i Alla ska bada och arga tanten i En himla många program. År 2011 slutade hon som revyskådespelare, efter ett läkarutlåtande om utmattningssyndrom. Hon fortsatte dock vara aktiv i gruppen bakom kulisserna, bland annat som regiassistent.

## Familj
Kerstin Granlund är sedan 10 augusti 1979 gift med Lisebergs tidigare VD Mats Wedin.

## Filmografi (i urval)
- 1986 – Macken (TV-serie)
- 1986 – The Castle Tour
- 1987 – Leif
- 1989 – Hajen som visste för mycket
- 1989 – En himla många program (TV-serie)
- 1990 – Macken – Roy’s & Roger’s Bilservice
- 1991 – Stinsen brinner... filmen alltså
- 1993 – Tornado (TV-serie)
- 1996 – Monopol
- 1998 – Åke från Åstol
- 2000 – Gladpack (TV-serie)
- 2006 – Den enskilde medborgaren

## Scenroller (i urval)
- 1977 – Medverkande i Hagges revy, Berns salonger[6]